# Feren
Feren er en sø der ligger i kommunerne Meråker, Stjørdal, Levanger og Verdal i Trøndelag fylke i Norge. Den største del af søen ligger i Meråker. Søen ligger omkring 14 kilometer nord for Midtbygda, omkring 2,5 kilometernord for Funnsjøen,og cirka 8 kilometer nord for søen Fjergen.
Udløbet til elven Forra er fredet som Øvre Forra naturreservat der er udpeget til ramsarområde, på grund af områdets betydning for trækfugle.

## Eksterne kilder og henvisninger
- Om Feren Arkiveret 29. marts 2018 hos  Wayback Machine på Store norske leksikon